# Стенжица (гмина, Люблинское воеводство)
Стенжица (пол. Stężyca) — сельская гмина (волость) в Польше, входит как административная единица в Рыцкий повет, Люблинское воеводство. Население — 5540 человек (на 2004 год).

## Сельские округа
1. Бжезины
2. Бжезьце
3. Длуговоля
4. Драхалица
5. Клетня
6. Крукувка
7. Надвислянка
8. Нова-Рокитня
9. Папротня
10. Павловице
11. Пётровице
12. Пражмув
13. Стара-Рокитня
14. Стенжица
15. Зелёнка

## Прочие поселения
1. Блендовице
2. Боровина
3. Боры
4. Бжезины-Колёня
5. Бжезьце-Колёня
6. Плебанка
7. Запяще

## Соседние гмины
1. Демблин
2. Гмина Козенице
3. Гмина Мацеёвице
4. Гмина Рыки
5. Гмина Сецехув
6. Гмина Троянув